# Jojó
Jojó, właśc. Jorge Miguel Moreira Larrouy Fernandes (ur. 6 września 1970 w Lizbonie) – mozambicki piłkarz grający na pozycji pomocnika.

## Kariera klubowa
Karierę piłkarską Jojó rozpoczął w klubie CD Costa do Sol. W 1988 roku zadebiutował w jego barwach w pierwszej lidze mozambickiej. W debiutanckim sezonie wywalczył Puchar Mozambiku. W połowie 1990 roku przeszedł do Ferroviário Maputo, grał w nim do końca 1991 roku.
W 1992 roku Jojó przeszedł do portugalskiej Boavisty. Na sezon 1992/1993 został wypożyczony do União Leiria. W 1993 roku wrócił do Boavisty, ale nie zadebiutował w niej w lidze. W 1994 roku odszedł do AD Ovarense, a w latach 1995–1997 występował w FC Penafiel.
Latem 1997 roku Jojó został zawodnikiem CF Os Belenenses. Zadebiutował w nim 29 sierpnia 1997 w przegranym 0:2 wyjazdowym meczu z FC Porto. W 1998 roku spadł z Belenenses z pierwszej do drugiej ligi. W 1999 roku odszedł do Sportingu Espinho, w którym grał do 2005 roku.
W latach 2005–2007 Jojó grał w Australii, w klubach Fraser Park i Bonnyrigg White Eagles. W tym drugim zakończył karierę.
| Sezon   | Klub                   | Kraj       | Rozgrywki        | Mecze | Bramki |
| ------- | ---------------------- | ---------- | ---------------- | ----- | ------ |
| 1988    | CD Costa do Sol        | Mozambik   | Moçambola        | ?     | ?      |
| 1989    | CD Costa do Sol        | Mozambik   | Moçambola        | ?     | ?      |
| 1990    | CD Costa do Sol        | Mozambik   | Moçambola        | ?     | ?      |
| 1990    | Ferroviário Maputo     | Mozambik   | Moçambola        | ?     | ?      |
| 1991    | Ferroviário Maputo     | Mozambik   | Moçambola        | ?     | ?      |
| 1992/93 | União Leiria           | Portugalia | Primeira Liga    | 4     | 0      |
| 1993/94 | Boavista FC            | Portugalia | Primeira Liga    | 0     | 0      |
| 1994/95 | AD Ovarense            | Portugalia | Segunda Liga     | 23    | 0      |
| 1995/96 | FC Penafiel            | Portugalia | Segunda Liga     | 29    | 4      |
| 1996/97 | FC Penafiel            | Portugalia | Segunda Liga     | 28    | 1      |
| 1997/98 | CF Os Belenenses       | Portugalia | Primeira Liga    | 24    | 0      |
| 1998/99 | CF Os Belenenses       | Portugalia | Segunda Liga     | 25    | 1      |
| 1999/00 | Sporting Espinho       | Portugalia | Segunda Liga     | 21    | 3      |
| 2000/01 | Sporting Espinho       | Portugalia | Segunda Liga     | 29    | 5      |
| 2001/02 | Sporting Espinho       | Portugalia | Segunda Liga     | 27    | 3      |
| 2002/03 | Sporting Espinho       | Portugalia | Segunda Liga     | 22    | 0      |
| 2003/04 | Sporting Espinho       | Portugalia | Segunda Liga     | 19    | 2      |
| 2004/05 | Sporting Espinho       | Portugalia | Segunda Liga     | 25    | 0      |
| 2005    | Fraser Park            | Australia  | NSW Super League | 10    | 0      |
| 2006    | Fraser Park            | Australia  | NSW Super League | 23    | 5      |
| 2007    | Bonnyrigg White Eagles | Australia  | NSW Super League | 17    | 2      |

## Kariera reprezentacyjna
W reprezentacji Mozambiku Jojó zadebiutował 17 sierpnia 1991 roku w przegranym 0:1 towarzyskim meczu z Malawi. W 1996 roku został powołany do kadry na Puchar Narodów Afryki 1996. Rozegrał na nim trzy mecze: z Tunezją (1:1), z Wybrzeżem Kości Słoniowej (0:1) i z Ghaną (0:2).
W 1998 roku Jojó był w kadrze Mozambiku na Puchar Narodów Afryki 1998. Rozegrał na nim trzy mecze: z Egiptem (0:2), z Marokiem (0:3) i z Zambią (1:3). W kadrze narodowej grał do 2002 roku. Rozegrał w niej 30 meczów i strzelił 1 gola.